# 琼州大桥
琼州大桥，也被称为南渡江第九桥，是中国海南省海口市国兴大道跨过南渡江的桥梁，连接了海口市区和海口美兰国际机场，于2003年5月12日建成通车，造价2亿人民币。